# Gangeshai
Der Gangeshai (Glyphis gangeticus) ist eine Art der Flusshaie (Gattung Glyphis) innerhalb der Requiemhaie (Carcharhinidae). Diese Haiart lebt als Süßwasserart vor allem in den indischen Flüssen Ganges und Hugli sowie in weiteren größeren Flüssen Indiens, vor allem in Westbengalen. Der Hai wird als kritisch gefährdet eingestuft.

## Aussehen und Merkmale
Der Gangeshai ist ein relativ großer Hai mit einer maximalen Körperlänge von ungefähr 200 cm. Er hat eine graue Rückenfärbung ohne auffällige Zeichnung und einen hellen Bauch.
Der Hai besitzt eine abgerundete Schnauze und große, runde Augen mit Nickhäuten. Er besitzt eine Afterflosse und zwei Rückenflossen. Die erste Rückenflosse ist vergleichsweise groß ausgebildet, sie liegt über oder leicht hinter der Mitte der Brustflossenbasis. Ein Interdorsalkamm ist nicht vorhanden. Die zweite Rückenflosse ist vergleichsweise klein und liegt der Analflosse gegenüber. Die Brustflossen sind relativ groß. Wie alle Arten der Gattung besitzen die Tiere fünf Kiemenspalten und haben kein Spritzloch.

## Lebensweise
Der Gangeshai ist eine Süßwasserart, die sich entsprechend vor allem in größeren Flussbereichen aufhält, jedoch auch bis in die Brackwasserzonen der Flussdelta vordringt. Er ernährt sich räuberisch vor allem von verschiedenen Knochenfischen.

### Fortpflanzung
Er ist wie andere Arten der Gattung lebendgebärend und bildet eine Dottersack-Plazenta aus (plazental vivipar). Die Junghaie haben eine Größe von etwa 55 bis 60 Zentimetern. Die Geschlechtsreife erreichen die Tiere bei einer Länge von ungefähr 180 cm.

## Verbreitung

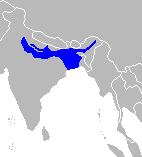
Verbreitungsgebiete des Gangeshais

Der Gangeshai lebt als Süßwasserart vor allem in den indischen Flüssen Ganges und Hugli sowie in weiteren größeren Flüssen Indiens, vor allem in Westbengalen.

## Gefährdung
Der Gangeshai wird in der Roten Liste der IUCN als kritisch gefährdet eingestuft. Die meisten bekannten Exemplare stammen aus Museen und wurden im 19. Jahrhundert gefangen. Sichtungen der letzten Jahrzehnte und Haiunfälle gehen wahrscheinlich vor allem auf in die Flusssysteme einschwimmenden Bullenhaie (Carcharhinus leucas) zurück. Die Flüsse, in denen der Gangeshai lebt, werden stark befischt. Des Weiteren gefährdet die Wasserverschmutzung die Art.

## Belege

### Zitierte Belege
1. ↑  Compagno, L. J. V. (2005): Ganges shark Glyphis gangeticus. In: Fowler, S.L., Cavanagh, R.D., Camhi, M., Burgess, G.H., Cailliet, G.M., Fordham, S.V., Simpfendorfer, C.A. and Musick, J.A. (eds). Sharks, rays and chimaeras: the status of the Chondrichthyan fishes. Gland, Switzerland, and Cambridge, UK.: IUCN Species Survival Commission Shark Specialist Group, IUCN. pp. 305–306
2. ↑  Compagno, L. J. V. (2002): Freshwater and estuarine elasmobranch surveys in the Indo-Pacific region: threats, distribution and speciation. In: S.L. Fowler, T.M. Reed and F.A. Dipper (eds) Elasmobranch Biodiversity, Conservation and Management; Proceedings of the International Seminar and Workshop, Sabah, Malaysia, July 1997. Gland, Switzerland and Cambridge, UK: IUCN SSC Shark Specialist Group.
3. ↑  Glyphis gangeticus in der Roten Liste gefährdeter Arten der IUCN 2023.1. Eingestellt von: Rigby, C.L., Derrick, D., Dulvy, N.K., Grant, I & Jabado, R.W., 2021. Abgerufen am 28. März 2024.